# Biophytum latifolium
Biophytum latifolium es una especie de la familia Oxalidaceae natia de México. Se distingue claramente de las otras especies del área mesoamericana, por las hojas y folíolos más anchos y con menor número por hoja.

## Descripción
Planta herbácea rizomatosa de 10 a 30 cm de alto. Tallos aéreos simples, verdes a rojizos cuando vivos y cafés claros al secarse; con la corteza fisurada cuando seca; hojas 6 a 13 por tallo muy próximas al ápice del tallo, imparipinnadas, pecíolos de 1,8 hasta 6 cm de largo, pulvinados en la base, láminas de 9 a 15 cm de largo por 5 a 8 cm de ancho, elípticas a obovadas con 5 hasta 12 pares de folíolos. Flores infundibuliformes de 1 a 3 por cada inflorescencia; sépalos 5, lanceolados a lanceolado elípticos, de 5 a 6 mm de largo por 1,5 de ancho, con los ápices agudos; corola blanca o ligeramente rosada de 7 a 9 mm de largo; pétalos 5, unidos por arriba de su base y hasta casi un cuarto de su longitud, lóbulos de la corola oblongos con el ápice truncado, cada pétalo con líneas rosas a casi rojas; estambres 10, unidos por los filamentos hasta casi la mitad de su longitud formando un tubo; anteras dehiscentes longitudinalmente, de color crema; pistilo de 5 carpelos, ovario oblongo piloso, estilos de 3 a 4 mm de largo unidos de un tercio a un cuarto de su longitud desde la base, estigmas con el borde fimbreado. Fruto una cápsula de 5 por 3 a 4 mm oblongo a subgloboso, con el ápice redondeado, valvas con 3 a 5 semillas.

## Distribución y hábitat
Se localiza en México, hasta ahora solo se ha reportado en la localidad tipo, en el municipio de Las Choapas, estado de Veracruz.
Crece en sitios pedregosos con mucha humedad, en vegetación de bosque tropical perennifolio.

## Estado de conservación
No se encuentra bajo ninguna categoría de riesgo en las normas mexicanas.